# Grijze dwergspanner
De grijze dwergspanner (Eupithecia subfuscata) is een nachtvlinder uit de familie van de spanners (Geometridae). 

## Kenmerken
De voorvleugellengte bedraagt tussen de 10 en 12 mm. De basiskleur van de voorvleugel is grijs met zwakke tekening. De soort is zeer moeilijk met zekerheid op naam te brengen, soms is microscopisch onderzoek aan de genitaliën nodig voor een zekere determinatie.

## Levenscyclus
De grijze dwergspanner gebruikt allerlei kruidachtige planten als waardplanten, soms ook houtige planten en loofbomen. De rups is te vinden van juni tot oktober. De soort overwintert als pop. Er zijn jaarlijks twee generaties die vliegen van halverwege april tot halverwege juli.

## Voorkomen
De soort komt verspreid over het Palearctisch en Nearctisch gebied voor. De grijze dwergspanner is in Nederland en België een vrij gewone soort. 